# واس (نات واس)
واس (نات واس) (انگلیسی: Was (Not Was)) یک گروه موسیقی پاپ راک آمریکایی است که توسط «دیوید وایس» و «دانلد فاگنسون» پایه‌گذاری شد که نام‌هنری دیوید واس و دان واس را برای خود برگزیدند. این گروه در دهه‌های ۱۹۸۰ و اوایل ۱۹۹۰ میلادی محبوبیت داشت.